# Cerro Cambutal
Cerro Cambutal es uno de los picos más elevados de la sierra de Azuero, en Panamá, con una altitud de 1 400 metros sobre el nivel del mar. Se encuentra ubicado en el distrito de Tonosí en la provincia de Los Santos.  Se trata del pico más elevado de la provincia de Los Santos.

## Geología
Cerro Cambutal en un pico de origen volcánico en la sierra de Azuero. Forma parte de los principales picos de la sierra de Azuero, junto con las tres montañas más altas de dicha sierra (cerros Hoya, Moya y Soya) que con alturas de 1559, 1534 y 1478 m s. n. m. respectivamente, constituyen el corazón del Parque nacional Cerro Hoya.